# Prestige de Lyon
'Prestige de Lyon' est un cultivar de rosier obtenu en 1992 par la maison française Meilland.

## Description
Il s'agit d'un buisson au port érigé de 90 cm de hauteur au feuillage vert sombre. Ses grandes fleurs en forme de coupe plate sont d'un rose pâle saumoné dont le revers des pétales est plus clair (rose vénitien). Elles exhalent un parfum agréable. La floraison est remontante.
'Merveille de Lyon' est un rosier très vigoureux et résistant aux maladies qui accepte la mi-ombre. Sa zone de rusticité est de 7b à 9b ; il a donc besoin d'avoir le pied protégé en hiver. Il est parfait pour les massifs et la fleur coupée. 

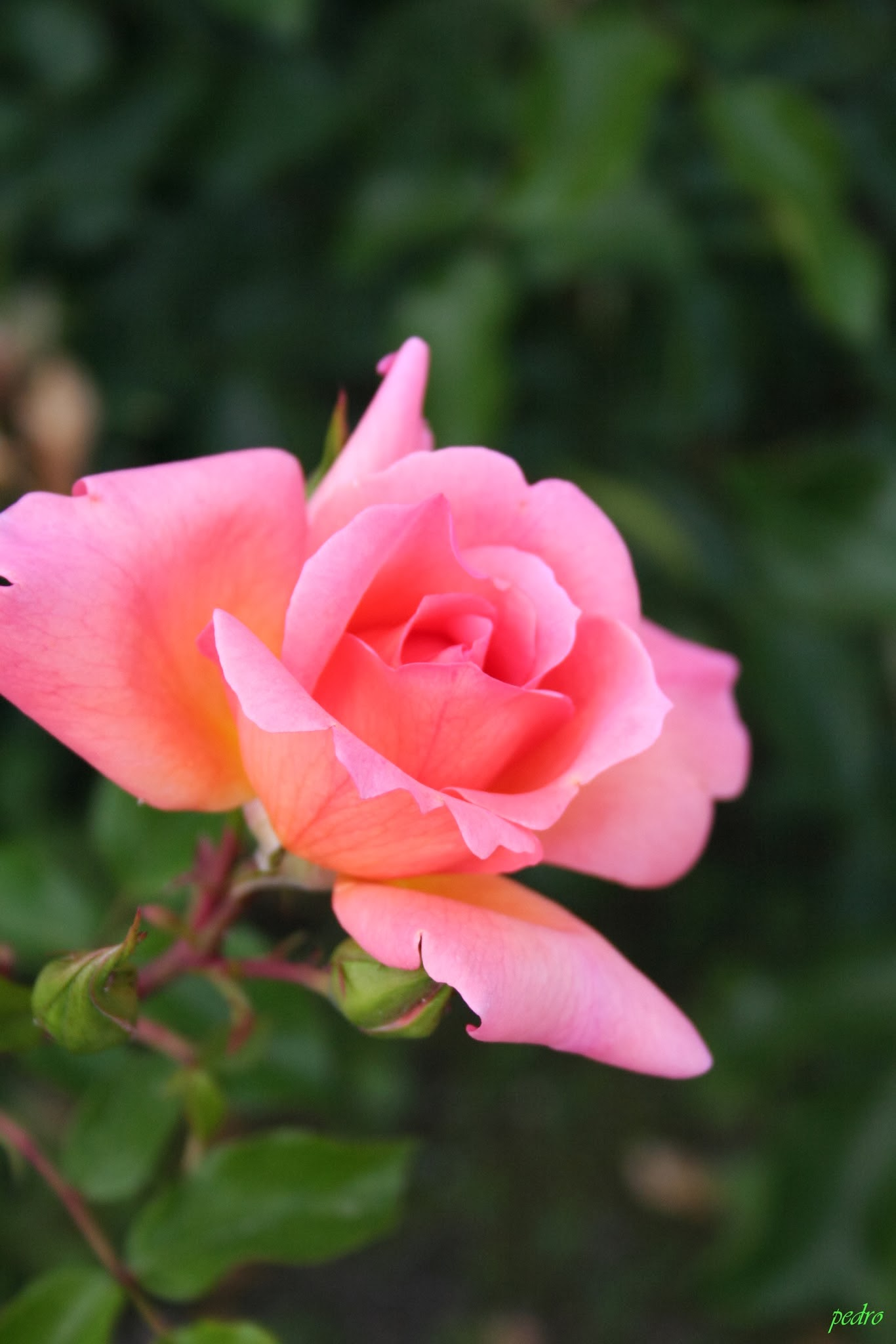
Rose 'Prestige de Lyon' en début de floraison.